# 1er régiment de tirailleurs algériens
Ne pas confondre ce régiment avec le 1er régiment de tirailleurs.
Le 1er régiment de tirailleurs algériens est un régiment d'infanterie français, de l'armée d'Afrique. 
Héritier du bataillon de tirailleurs indigènes d'Alger, il est créé en France sous le Second Empire en 1856 et dissous en 1964.

## Création et différentes dénominations
- 1842 : création du bataillon de tirailleurs indigènes d'Alger et de Titteri.
- 1856 : devient un régiment, nommé 1er régiment de tirailleurs algériens.
- Août 1914 : Régiment de Marche de Tirailleurs sans numéro. Il appartient à la 45e DI, 90e brigade.
- En septembre 1914 : Régiment de marche du 2e Tirailleurs appartenant à la 45e DI.
- En décembre 1914 : 6e régiment de marche de tirailleurs.
- En mars 1915 : 1er régiment de marche
- En 1920 : devenu ensuite 33e régiment de tirailleurs algériens, sur le Rhin.
- En 1924 : dissolution.
- En 1939 : en Afrique du Nord, le 19e corps d'armée est ainsi composé de la division d'Alger  qui est composée de la 5e brigade d'infanterie algérienne qui elle est composée. Du  1er régiment de tirailleurs algériens de Blida, Cherchell, Laghouat avec le 5e et 9e régiment de tirailleurs algériens. En 1940 le régiment passera à la 81e DIA qui restera en Afrique du Nord, sur la position de Mareth.
- 1942 : il appartient à la Division d'Alger (division de marche).
- 1944 : il appartient à la 4e DMM
- 1958 : il devient 1er régiment de tirailleurs.
- 1962 : création du 1er bataillon de tirailleurs à Niort.
- 1964 : dissolution.

## Chef de corps

### Bataillon de tirailleurs indigènes d'Alger

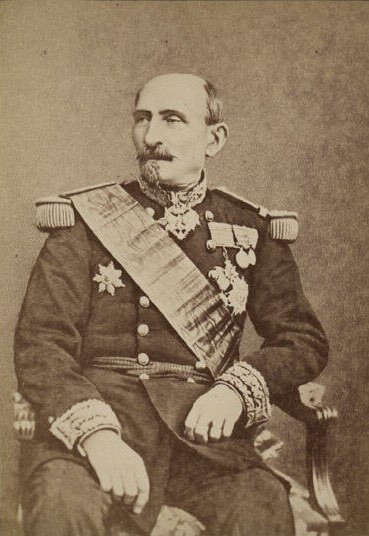
Vergé, 1er commandant du BTI d'Alger en 1842-1847

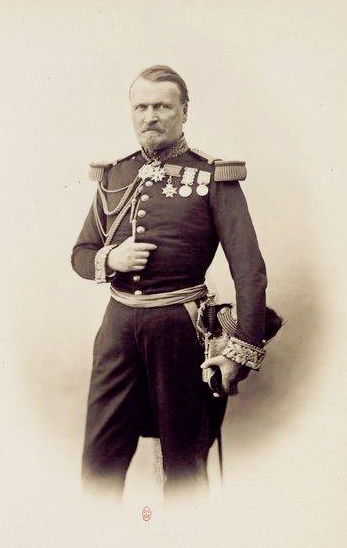
Wimphen, 2e commandant du BTI d'Alger en 1848-1850

- 1842 : commandant Vergé
- 1848 : commandant de Wimpffen
- 1851 : commandant Rose
- 1852 : commandant Maussion
- 1854 : commandant Péchot

### 1errégimentde tirailleurs algériens
- 1856 : colonel Rose
- 1858 : colonel Archinard
- 1866 : colonel Peychaud

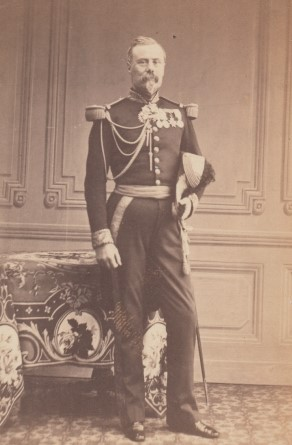
Colonel Rose, 1er commandant du 1er RTA en 1856-1858

- 1868-octobre 1870: colonel Morandy
- juillet 1871 : colonel Munier

...
- 1897 - 1901 : colonel Menestrel
- 1904 : colonel Bonnet
- juillet 1907- septembre 1912 : colonel Gaffiot
- Août 1914 : colonel Deshayes de Bonneval
- 18 novembre 1914 - 11 mai 1915 : colonel d'Anselme **
- 1915 : colonel Bourgeois
- 1915 : commandant Becker
- 1915-1916 : lieutenant-colonel Carré
- 1917 : lieutenant-colonel Mensier
- 1917-1918 : colonel Meynier
- 1918: lieutenant-colonel Pidault

#### Première Guerre mondiale (chef de corps  du1errégimentde marche de tirailleurs)
- jusqu’au 3 novembre 1914 : colonel DESHAYES de BONNEVAL
- jusqu’au 7 décembre 1914 : commandant de TASSY de MONTLUC
- jusqu’au 7 décembre 1914 : Lieutenant-colonel TRESTOURNEL du 8 décembre 1914 au 5 mars 1915 (évacué pour raisons de santé) ; le commandement provisoire du régiment est assuré par le commandant Villevaleix
- du 18 mars au 17 août 1915 : lieutenant-colonel puis colonel (3 juillet 1915) BOURGEOIS ; le commandement provisoire du régiment est assuré par le commandant Chardenet du 3e RMZT, puis par le commandant Becker à partir du 2 septembre 1915.
- du 6 septembre 1915 au 5 mai 1917 : lieutenant-colonel CARE
- du 6 mai 1917 au 5 avril 1918 : lieutenant-colonel MEYNIER (évacué sur blessure) ; le commandement provisoire du régiment est assuré par le commandant Beugnot.
- à partir du 20 avril 1918 : lieutenant-colonel PIDAUT

#### Seconde Guerre mondiale
- 1944 : colonel Guénin

## Historique des garnisons, combats et batailles du1errégimentde tirailleurs algériens

### De 1815 à 1848
- Conquête de l'Algérie par la France

Sa garnison principale est située à Blida en Algérie
- Régiments ayant participé à la conquête de l'Algérie par la France
- 1842-1846 : expédition de l'Ouaresenis
- 1844 : expédition de Kabylie
- 1845 : expédition de l'Ouaresenis et du Dahra
- 1845-1846 : expédition de Kabylie
- 1846 : expédition du Dira et des Hauts Plateaux jusqu'au Djebel-Amour

### Second Empire
- 1852 : expédition chez les Larbaa et les Ouled-Nail
- 1852 : expédition et prise de Laghouat
- 1853 : expédition chez les Béni-M'zab

### 1859 au 22 avril 1859
en Afrique

### 23 avril 1859 au 20 juillet 1859
Campagne d'Italie

### 21 juillet 1859 au 24 juillet 1870
en Afrique

### 25 juillet 1870 au1erfévrier 1871

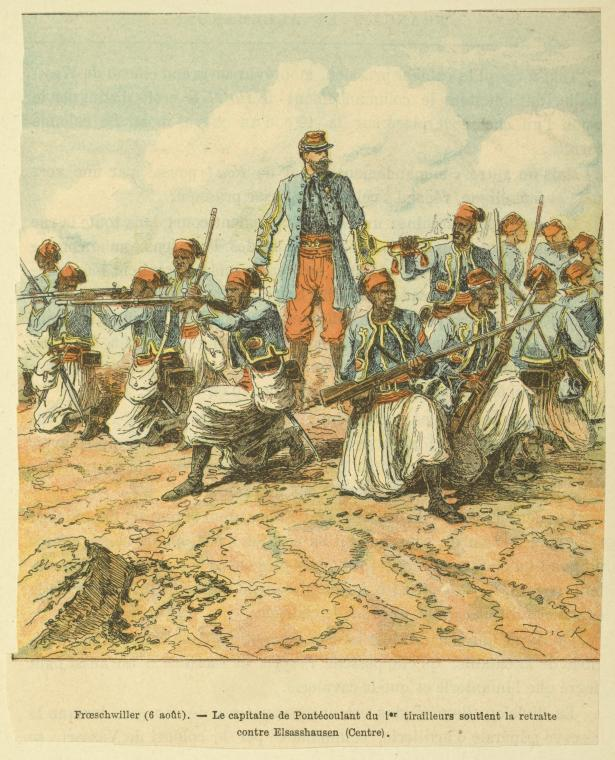
Représentation du 1er régiment de tirailleurs algériens et du capitaine de Pontécoulant à Frœschwiller le 6 août 1870.

Au 1er août 1870, le 1er régiment de tirailleurs algériens fait partie de l'Armée du Rhin.
Avec le 78e régiment d'infanterie du colonel Brice, le 1er forme la 2e Brigade aux ordres du général Pellé.
Cette 2e Brigade avec la 1re Brigade du général Pelletier de Montmarie, deux batteries de 4 et une de mitrailleuses, une compagnie du génie constituent la 2e Division d'Infanterie commandée par le général de division Douay (Abel).
Cette division d'infanterie évolue au sein du 1er Corps d'Armée ayant pour commandant en chef le maréchal de Mac Mahon, duc de Magenta.
- 4 août 1870 : bataille de Wissembourg (1870)
- 6 août 1870 : bataille de Frœschwiller-Wœrth
- Siège de Bitche

Au 17 août 1870, le 1er régiment de tirailleurs algériens fait partie de l'Armée de Chalons.
Avec le 78e régiment d'infanterie du colonel Pellenc et le 1er régiment de marche du colonel Lecomte, le 1er forme la 2e brigade aux ordres du général Gandil.
Cette 2e brigade avec la 1re brigade du général Pelletier de Montmarie, deux batteries de 4 et une de mitrailleuses, une compagnie du génie constituent la 2e division d'Infanterie commandée par le général de brigade Pellé.
Cette division d'infanterie évolue au sein du 1er Corps d'Armée ayant pour commandant en chef le général de division Ducrot.
- Bataille de Sedan

### 16 juillet 1879 au 26 septembre 1883
en Afrique

### 1883 à 189?
- Corps expéditionnaire du Tonkin : 
  - embarquement le 27 septembre 1883
  - débarqué le....

### 1898 à 1914
- 1898-1900 : mission Foureau-Lamy (conquête coloniale du Tchad)
- 1912 : un régiment de marche est créé pour pacifier le Maroc

### Première Guerre mondiale

#### 1914
- Bataille de Charleroi,
- bataille de la Marne,
- Bataille des Flandres

#### 1915
- canal de l'Yperlée

#### 1916
- Bataille de Verdun (1916),
- Bataille de la Somme

#### 1917
- Champagne

#### 1918
- Grivesnes
- Montdidier,
- ouest de Reims

### Seconde Guerre mondiale

#### 1942-1943
- Campagne de Tunisie au sein de la division de marche d'Alger; 
  - combats du djebel Mansour et de Pichon

#### 1944
- Campagne d'Italie,
- Campagne de France

#### 1945
- campagne d'Allemagne (1945)

### De 1945 à nos jours
- 1947-1954 : campagne d'Indochine avec 3 bataillons formés par le 1er RTA :
  - 1er bataillon de marche du 1er RTA ; formé en janvier 1947 et affecté à la 1re demi-brigade de marche de tirailleurs algériens, il opère 5 mois en Cochinchine, participe aux opérations du Tonkin puis retourne en Cochinchine et aux confins du Cambodge. Il rentre en Algérie où il est dissous le 9 mai 1949.
  - 2e bataillon de marche du 1er RTA ; formé en 1949 à Blida, il opère dans le Tonkin jusqu'en 1954 au sein du Groupe Mobile no 4. D'abord dans le delta, en pays Thaï en 1953 (bataille de Na San) puis encore dans le delta. Le 15 décembre 1953 il est aérotransporté depuis Hanoï jusqu'à Diên Biên Phu où il établit à l'extrême Sud du dispositif principal la position « Isabelle ». Il y sera anéanti en mai 1954.
  - 3e bataillon de marche du 1er RTA ; formé en 1949 à Koléa, il rejoint le Tonkin où il opère dans le delta. De juin 1951 à août 1952 il est dans la région de Nha Trang puis il retourne dans le Tonkin. Il participe à la défense de la base de Seno au Moyen-Laos.
- En 1955, il sert de support à la création du 3e Groupe de Compagnies Nomades d'Algérie (1re, 2e et 3e Compagnies Nomades d'Algérie).
- Rapatrié en juin 1962 après la fin de la guerre d'Algérie au camp de Rivesaltes
- Dissous en 1964.

Aujourd'hui, c'est le 1er régiment de tirailleurs, créé le 1er mai 1994 et stationné à Épinal dans le département des Vosges, qui porte son drapeau.

## Faits d'armes faisant particulièrement honneur au régiment
- Combats du 12 septembre 1916 dans la Somme, à l’ouest de Bouchavesnes.
- Combats du 27 mai au 3 juin 1918 à l’est de Reims.
- Combats du 15 au 17 juillet 1918 devant Prunay au sud-est de Reims et ceux du 30 septembre 1918 au nord de Baslieux (Nord-Est de Fismes dans la Marne).
- Combats du 16 au 31 octobre 1918 devant Saint-Germainmont et Saint-Fergeux (dans les Ardennes, à l’ouest et au Nord-ouest de Château-Porcien).

## Traditions

### Devise
Sa devise est « Toujours le Premier » inscrite en caractères arabes

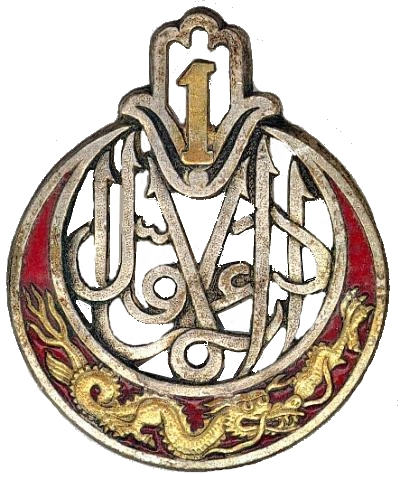
insigne régimentaire de 1er RTA

### Drapeau
Il porte, cousues en lettres d'or dans ses plis, les inscriptions suivantes,:

### Décorations
- Croix de la Légion d'honneur (15 octobre 1948) au titre de la Seconde Guerre mondiale
- Croix de guerre 1914-1918  avec 4 palmes
- Médaille d'or de la Ville de Milan.
- Croix de la valeur militaire
- Fourragère aux couleurs du ruban de la Médaille militaire par décision du maréchal en chef en date du 3 janvier 1919. Il la reçoit des mains du maréchal Pétain le 7 janvier 1919 en la ville de Metz.

### Citations militaires

#### Première Guerre mondiale
Texte des quatre citations collectives à l'ordre de l'Armée obtenues au cours de la Première Guerre mondiale
« Le 18 septembre 1916, énergiquement entraîné par son chef, le Lt-Cl Caré, s'est jeté dans un élan superbe à l'attaque des positions allemandes et a enlevé brillamment la 1re ligne ennemie, sur un front de 800 m, brisant ensuite la résistance acharnée de réduits garnis de mitrailleuses, atteint les objectifs qui lui étaient assignés à plus de 2 km de sa base de départ en exécutant sous le feu le plus violent un changement de direction des plus difficiles. A fait 600 prisonniers. »
— Ordre général n°403 du 21 octobre 1916 de la 6e Armée
« Régiment indigène de haute valeur, dont le loyalisme a toujours égalé la bravoure. Pendant les deux premiers jours d’une récente bataille, sous l'énergique impulsion de son chef, le lieutenant-colonel Pidaut, a résisté avec une héroïque opiniâtreté à toutes les attaques d'un ennemi supérieur en nombre appuyé par une artillerie redoutable. A gardé, au prix de sanglants sacrifices, une position importante, opposant à l’ennemi, jusqu’au moment où il reçut l'ordre de se replier, une résistance acharnée que commandait impérieusement la situation tactique. Le troisième jour, alerté quelques heures après son retrait de cette lutte, s'est porté, malgré l’état de fatigue dans lequel il se trouvait, sur de nouveaux emplacements de combat, avec un entrain remarquable. Le lendemain, a repris contact avec l’ennemi dont la progression devenait menaçante. Combattant avec sa vaillance coutumière et disputant le terrain pied à pied, a réussi à enrayer l'avance allemande. Enfin, pendant les trois suivant, a maintenu intégralement toutes ses positions, malgré les violentes tentatives faites par l'ennemi pour l'en chasser. Malgré ses lourdes pertes, a conservé un moral très élevé, s'est toujours montré animé du même esprit de sacrifice et, en toutes circonstances, n’a cessé de manifester la même inébranlable confiance dans le succès final. »
— Décision du G. Q. G. du 6 juillet 1918
« Régiment indigène animé du plus bel esprit offensif. Le 30 septembre 1918, sous le commandement du Lt-Cl Pidaut, a enlevé de haute lutte des positions ennemies fortement défendues. Poursuivant l'ennemi sur un terrain accidenté et couvert, a atteint rapidement ses objectifs, réalisant ainsi une progression de 9 km et capturant de nombreux prisonniers et un matériel important. S'était déjà distingué les 15, 16 et 17 juillet 1918 devant Prunay, en brisant de puissantes attaques ennemies et en reprenant l'ascendant sur l'adversaire par de vigoureuses contre-attaques. »
— Décision du G.Q.G du 11 décembre 1918
« Régiment indigène qui joint à un moral élevé les plus belles qualités manœuvrières. Du 16 au 31 octobre 1918, sous le commandement du Lt-Cl Pidault, a, par ses attaques incessantes menées avec une inlassable ardeur, brisé toutes les résistances de l'ennemi, appuyé par une artillerie puissante et de nombreuses mitrailleuses, passant quatre rivières, emportant deux villages de haute lutte, a surmonté toutes les difficultés et toutes les fatigues, faisant plus de 400 prisonniers, capturant deux canons et un important matériel. »
— Décision du G.Q.G du 3 janvier 1919

### Hommages
« Dans la lutte gigantesque qui a bouleversé le monde pendant près de cinq ans, le 1er tirailleurs algériens se devait à lui-même de justifier sa vieille réputation. De 1914 à 1919, les tirailleurs du 1er régiment ont maintenu glorieusement les vieilles traditions d'héroïsme et de sacrifice. Ils ont confirmé les qualités particulières de leur race: endurance physique, mépris de la souffrance et de la mort, confiance absolue en leurs chefs, fidélité au drapeau. Fanatiques, ils ont combattu avec toute leur énergie, avec tout leur cœur, et ils ont su conquérir l'admiration et le respect de tous. Les pertes subies, les citations accordées, la fourragère qui orne le drapeau du régiment sont là pour affirmer que les tirailleurs de la grande guerre ont été dignes de leurs aînés pour lesquels un grand chef a dit :  « Avec eux on peut tout oser, on peut tout entreprendre. »  Tirailleurs du 1er régiment, soyez fiers du devoir accompli, des sacrifices consentis, des lauriers cueillis. Gloire et honneur au 1er régiment de tirailleurs! »
— Historique du 1er régiment de marche de tirailleurs algériens pendant la guerre 1914-1918, Imprimerie Berger-Levrault, Nancy-Paris

### Expression populaire
- « C'est un sale coup pour la fanfare ! » C'était le 4 août 1870, à Wissembourg : le 1er tirailleur se préparait à attaquer le plateau de Schwecken, quand les bavarois ouvrent le feu. Le premier turco atteint fut un caporal tambour qui eut la jambe emportée; puis ce furent les musiciens qui, décimés, jetèrent leurs instruments et prirent le fusil. En voyant ce désarroi, un parisien, caporal de tirailleurs, s'écria en riant: « Sale coup pour la fanfare! »[3].

## Personnalités ayant servi au régiment
- Adhémar Passérieu (1841-1909), alors sous-lieutenant
- Pierre Puech-Samson (1915-2000), résistant et député français, Compagnon de la Libération.
- Ahmed Bencherif (1927-2018) déserte le régiment en 1957 pour rejoindre l'Armée de libération nationale, avec une partie de sa compagnie.

## Sources et bibliographie
- Louis Marie Eugène Victor Duruy, Le 1er régiment de Tirailleurs algériens : histoire et campagnes (avec une préface par Ernest Lavisse), Paris, 1899, 360 p.
- Commandant Pierrat, Vingt-six mois au Maroc. Historique de la 7e compagnie du 1er régiment de Tirailleurs algériens, du mois de novembre 1907 au mois de novembre 1913, Paris, 1916, 146 p.